# Front Democràtic per la Independència d'Oròmia
Front Democràtic per la Independència d'Oròmia (Front for Independent Democratic Oromiyaa FIDO) és un partit polític d'Etiòpia d'àmbit regional i base oromo, derivat del Front Islàmic d'Alliberament Oromo (ILFO) que va ampliar la seva base (abans només musulmana) el 2005 i va canviar el seu nom en conseqüència. La bandera es va modificar lleugerament però va conservar els colors tradicional (vermell-verd-vermell) i el símbol de l'arbre i estrella al mig; la inscripció alcorànica en blanc de la franja superior va desaparèixer. El 2010 fou un dels integrants del segon ULFO (Forces Unides d'Alliberament d'Oròmia com ho havia estat del primer el ILFO.